# Robin Laws
Robin D. Laws (Orillia, 14 ottobre 1964) è un autore di giochi e scrittore canadese.
Prolifico autore di giochi di ruolo.

## Biografia
Robin Laws ha conosciuto per la prima volta i giochi di ruolo all'età di 13 o 14 anni con l'expert set di Dungeons & Dragons Basic Set, passando poi in breve tempo a masterizzare un gruppo con Advanced Dungeons & Dragons..
Mentre era all'università iniziò un gioco play by mail mediante il quale entrò in contatto con Spike Y. Jones, che partecipava a Alarums & Excursions, una amateur press association, nella quale venne coinvolto.  Sulle pagine di Alarums & Excursions entrò in contatto con Jonathan Tweet all'epoca della Lion Rampart. Del materiale che inviò ispirato da un gioco di ruolo surreale che Joanathan Tweet stava sviluppando venne incorporato così com'era quando questo venne pubblicato come Over the Edge. Allo stesso tempo venne contattato da Steve Jackson che gli propose di scrivere un supplemento per GURPS basato su quello stesso materiale. Il supplemento venne pubblicato come GURPS Fantasy II: Adventures In the Madlands
Robin D. Laws ha progettato il gioco di carte collezionabili Shadowfist e basandosi sulla stessa ambientazione il gioco di ruolo Feng Shui, originariamente pubblicati dalla Daedalus Entertainment nel 1996 e successivamente ripubblicati dalla Atlas Games. Ha scritto inoltre diversi supplementi per Feng Shui.
Laws ha anche progettato il gioco di ruolo Rune per la Atlas Games, basato sul videogioco Rune, per il quale ha deciso che «il gioco avrebbe avuto bisogno di un grosso punto di differenza per distinguersi dagli altri giochi fantasy disponibili», in questo caso il regolamento permette ai giocatori di scambiare il ruolo con il master: «Potete vincere! e quando non siete il master non è noioso perché il master può vincere!»
Laws è stato il principale autore del gioco di ruolo Dying Earth Roleplaying Game basato sul ciclo della Terra morente di Jack Vance e del supplemento per l'ambientazione intitolato White-Walled Kaiin. Laws ha anche pubblicato un racconto sulla rivista pulp Synister Creative e sull'antologia fantasy The Book of All Flesh dedicata all'ambientazione del gioco di ruolo di sopravvivenza horror All Flesh Must Be Eaten: "Il primo è un'avventura leggera, il secondo una molto, molto oscura".
Ha collaborato con Greg Stafford per scrivere il nuovo sistem di gioco Hero Wars ambientato in Glorantha. Ha inoltre scritto diversi supplementi di Dungeons & Dragons come il Fiendish Codex II: Tyrants of the Nine Hells e la Dungeon Master's Guide II. È stato anche l'autore o ha contribuito a dozzine di supplementi per altri giochi di ruolo, contribuito al videogioco King of Dragon Pass e scritto diversi romanzi.
Dal 2006 diversi giochi sono stati prodotti usando il regolamento GUMSHOE System sviluppato da Laws, di cui quattro scritti da Laws stesso: Esoterrorists, Fear Itself, Mutant City Blues e Ashen Stars.
Nel 2012, Laws ha tenuto una campagna su Kickstarter per il suo regolamento Hillfolk. L'obiettivo iniziale era di 3.000 $, ma la campagna si è chiusa a oltre 93.000 $.
Tiene una rubrica di consigli per i giocatori di ruolo intitolata See Page XX sul sito della Pelgrane Press.

## Convention
Robin Laws viene frequentemente invitato come ospite a convention di giochi tra cui la Gen Con Australia e Ropecon in Finlandia.
Laws partecipa regolarmente alla Gen Con Indy e al Toronto International Film Festival. Ha affermato che spesso non può partecipare alla Fan Expo Canada perché le date sono troppo ravvicinate al Gen Con o al TIFF, ma partecipa ogni volta che può e vi è stato l'ospite d'onore nel 2010.
Dal 2010, Laws è stato un ospite regolare a Dragonmeet in Londra nello stand della Pelgrane Press.

## Opere

### Giochi di ruolo e supplementi
- (1992). GURPS Fantasy 2: Adventures in the Mad Lands. Steve Jackson Games. Ambientazione per GURPS
- et al. (1994). Nexus: The Infinite City. Daedalus Entertainment
- con Jonathan Tweet (1992). Over the Edge. Atlas Games
  - (1993). Unauthorized Broadcast. Atlas Games
  - (1993). Wildest Dreams: The Sourcebook of Nightmare
  - (1994). Weather the Cuckoo Likes. Atlas Games
  - (1995). The Myth of Self. Atlas Games
- Per Earthdawn:
  - (1994). Infected. FASA
  - Horrors
  - Denizens of Earthdawn (Volume 2)
  - (1994). Parlainth: the Forgotten City. FASA
  - et al. (1995). Parlainth Adventures. FASA
  - (1995). Blades. FASA
  - (1995). The Adept's Way. FASA
  - (1996). Throal: The Dwarf Kingdom. FASA
  - (1997). The Theran Empire. FASA
  - (2010). Nations of Barsaive 1: Throal. Mongoose Publishing
- (1994). Sub-men Rising. Wizards of the Coast. Per Talislanta
- per Deadlands
- (1996) Feng Shui. Daedalus Entertainment, seconda edizione come Feng Shui: Action Movie Roleplaying (1999) pubblicato dalla Atlas Games
  - (1996). Back for Seconds. Daedalus Entertainment
  - (2000). Four Bastards. Atlas Games
  - (2001). Burning Shaolin. Atlas Games. Avventura, comprende anche regole per essere giocata con il d20 System
  - (1997). The Great Maze. Pinnacle
  - et al. (1999). Monsters, Muties and Misfits. Pinnacle
- Per Star Trek RPG:
  - et al. (1998).Star Trek: The Next Generation RPG. Last Unicorn Games
  - et al. (1999). Raiders, Renegades, & Rogues. Last Unicorn Games
  - et al. (1999). Star Trek RPG. Last Unicorn Games
  - (1999). Holodeck Adventures. Last Unicorn Games
- (2000). Pantheon and Other Roleplaying Games. Hogshead Publishing
- (2000). Blood Magic: Secrets of Thaumaturgy. Per Vampiri: la masquerade
- (2000) Hero Wars. Issaries
  - (2000). Hero Wars Narrator's Book. Issaries
  - (2000). Thunder Rebels (et al.). Issaries
- (2001) Jack Vance's The Dying Earth Roleplaying Game. Pelgrane Press
  - (2001). Kaiin Player's Guide. Pelgrane Press
  - con Ian Thompson (2003). Turjan's Tome of Beauty and Horror. Pelgrane Press
  - et al. (2001). Cugel's Compendium of Indispensable Advantages. Pelgrane Press
  - (2012). The Dying Earth Revivification Folio. Pelgrane Press
- (2002). Robin's Laws of Good Gamemastering. Steve Jackson Games. ISBN 1-55634-629-8. Manuale di consigli per il master
- Per Dungeons and Dragons
  - (2005) Dungeon Master's Guide II. Wizards of the Coast
  - (2006) Fiendish Codex II: Tyrants of the Nine Hells. Wizards of the Coast
- Glorantha: the Second Age (per RuneQuest)
- Sviluppo del GUMSHOE System usato in diversi giochi della Pelgrane Press, per cui ha anche scritto:
  - (2006). The Esoterrorists. ISBN 0-9539981-3-4. Nominato ENnie 2007 come "Best Rules" e menzione onorevole per "Best Games".[10] Edizione italiana Esoterroristi della Janus Design.
  - (2007). Fear Itself. Pelgrane Press. ISBN 978-0-9539981-4-2. Manuale base. Pubblicato in italiano compreso con altro materiale in Di che cosa hai paura. Janus Design.
  - (2008). Stunning Eldritch Tales. Raccolta di avventure per Sulle tracce di Cthulhu
  - (2009). The Esoterrorist Fact Book. Supplemento che dettaglia l'ambientazione di The Esoterrorist
  - (2009). Mutant City Blues. ISBN 978-1-934859-11-7.
  - (2009). Hard Helix. Avventure.
- (2000). House of Tremere. White Wolf Publishing. Per Vampiri: i secoli bui
- (2001). Rune. Atlas Games. Basato sull'omonimo videogioco
- (2001). Heart of Chaos. Hoghshead Publishing. Per Warhammer Fantasy Roleplay)
- (2002). Seven Strongholds. Atlas Games. Avventura per il d20 System
- Ways and Means. Mayfair Games. Per Underground RPG)
- con Greg Stafford et al. (2003). HeroQuest: Roleplaying in Glorantha. Issaries
- con Rob Heinsoo Shadowfist Players' Guide (Volume 1). Gioco di carte collezionabile

## Videogiochi
- con David Dunham e Greg Stafford (1999). King of Dragon Pass

### Romanzi
- (2003). Honour of the Grave. Black Library Publications. Per l'ambientazione Warhammer Fantasy
- (2004). Sacred Flesh. Black Libary Publications. Per l'ambientazione Warhammer Fantasy
- (2005). Liar's Peak. Black Libary Publications. Per l'ambientazione Warhammer Fantasy
- (2006). City of heroes : the freedom phalanx
- (2011). The Worldwound Gambit. Paizo Publishing
- (2012). Blood of the City. Paizo Publishing